# کاراللیادا
کاراللیادا (به لاتین: Karalliyadda) یک منطقهٔ مسکونی در سری‌لانکا است که در استان مرکزی (سری‌لانکا) واقع شده‌است.